# شارول (شهر)
شارول (به فرانسوی: Charolles) یک کمون‌های فرانسه در فرانسه است که در Canton of Charolles واقع شده‌است.

## خصوصیات
شارول ۱۹٫۹۲ کیلومترمربع مساحت و ۳٬۱۵۳ نفر جمعیت دارد و ۲۸۲ متر بالاتر از سطح دریا واقع شده‌است.